# IK Brage

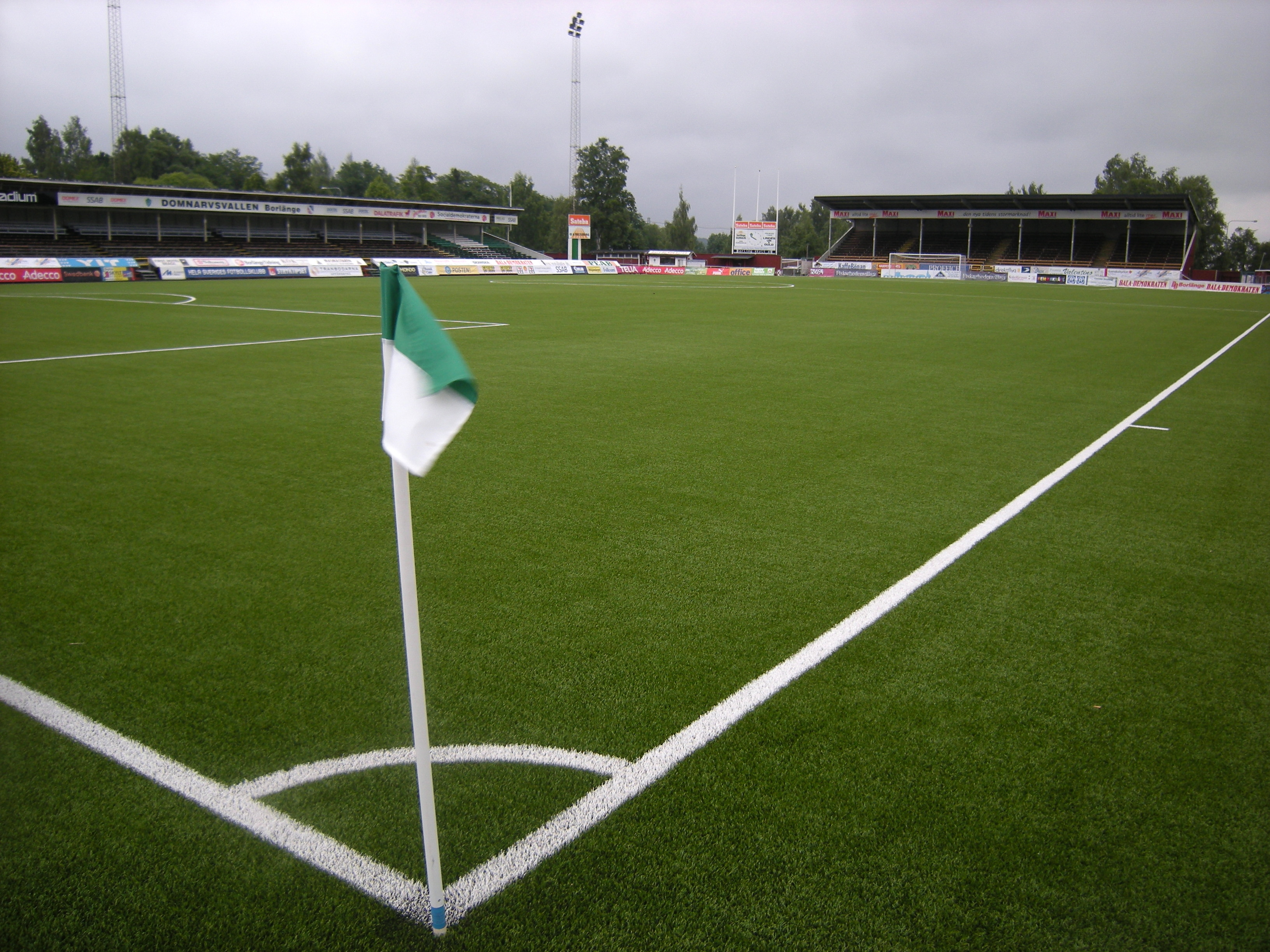
Domnarvsvallen, IK Brages hemmaarena

IK Brage, egentligen Idrottsklubben Brage (IKB), är en idrottsklubb i Borlänge som bildades den 6 februari 1925. Klubben har sedan start haft fotboll på programmet men hade också en ishockeysektion 1946–1963. Brage spelade senast i Allsvenskan 1993. Laget är sedan säsongen 2018 tillbaka i Superettan efter en lyckad säsong i Division 1 norra. Laget innehar en tiondeplats i Superettans maratontabell i antalet poäng och en andraplats i maratontabellen för svensk fotbolls näst högsta division mellan åren 1928 och 2022. Man leder även maratontabellen över antal säsonger i näst högsta serien och är ett av få lag i Sverige som under många decennier tillhört de två elitklassade serierna Allsvenskan och Superettan. I folkmun kallas IK Brage för Dalarnas fotbollslag.
IK Brage arrangerar ungdomscupen Dalecarlia Cup i juli varje år på Sportfältet i Borlänge. Cupen är en av Sveriges största för ungdomar.

## Historia
IK Brage grundades under namnet IK Blixt. Man slog sig sedan samman med Domnarvets IF och bildade då Domnarvets GoIF. En utbrytning av fotbollsvännerna i föreningen skapade 7 april 1925 IK Brage.
Den första säsongen i näst högsta serien kom 1930–1931 efter kvalseger mot Djurgårdens IF. År 1937 tog Brage steget upp till Allsvenskan.
År 1977 kom Rolf Zetterlund till klubben. Under Zetterlunds ledning avancerade klubben från division III till allsvenskan. Zetterlund tilldelades Guldbollen 1980. 
År 1982 spelade Brage för första gången i Uefacupen. Man mötte Lyngby BK och Werder Bremen. 
Största fotbollsmeriten är spel i Uefacupen 1988, då Brage mötte blivande italienska mästarna Inter och förlorade med knappa 1–2 både på Stadio Giuseppe Meazza och i returen på Domnarvsvallen. UEFA-cupspelet kom under Brages storhetstid, som inträffade på 1980-talet då laget skördade framgångar i Allsvenskan.
Det ursprungliga damfotbollslaget spelade åtta säsonger i Sveriges högsta division mellan åren 1979 och 1989.

## Damlag
IK Brage har sedan klubben grundades gjort tre försök att ha ett damlag. En period mellan åren 1970-1990 och en mellan åren 1995-2000. Sedan dess har IK Brage återigen tagit fram ett damlag som startades 2021 med Fredrik Bengtsson som huvudtränare. Säsongen 2022 vann laget Division 2 västra Svealand Dam och tog sig därmed upp till division 1.

## Supportrar
Brages fristående supporterklubb heter Serik Fans. Den bildades 1995 av Per Bjurman, journalist på Aftonbladet. En andra supporterskara med namnet Sektion Västra har senare bildats året 2022.

## Övrigt
- Bästa säsong: 1939–1940, 1980 och 1981, allsvenskt brons
- Publikrekord: 14 206 åskådare i kvalmatchen mot GAIS 1965

## Spelare

### Spelartruppen
| Nummer      | Land           | Spelare                | Födelsedatum      | Kom från             | Moderklubb      |           |
| Målvakter   | Målvakter      | Målvakter              | Målvakter         | Målvakter            | Målvakter       | Målvakter |
| ----------- | -------------- | ---------------------- | ----------------- | -------------------- | --------------- | --------- |
| 1           | Sverige        | Viktor Frodig          | 5 juni 1997       | Umeå FC              | Hofors AIF      |           |
| 13          | Sverige        | Adrian Engdahl         | 2 juni 1994       | IFK Haninge          | Hägerstens SK   |           |
| 30          | Sverige        | Elias Markusson Kurula | 24 maj 2006       | IK Brage U           | Sundbybergs IK  |           |
| Försvarare  |                |                        |                   |                      |                 |           |
| 2           | Sverige        | Alexander Zetterström  | 28 april 1995     | Kvarnsvedens IK      | Forssa BK       |           |
| 3           | Sverige        | Teodor Wålemark        | 25 juni 2001      | Norrby IF            | Ljungskile SK   |           |
| 4           | Sverige        | Malte Persson          | 15 januari 2000   | Kalmar FF            | IFK Berga       |           |
| 5           | Albanien       | Lorik Konjuhi          | 21 december 2002  | BK Olympic           | Kulladals FF    |           |
| 21          | Sverige        | Noah Östberg           | 3 januari 2006    | Djurgårdens IF       | Hanvikens SK    |           |
| 22          | Sverige        | Cesar Weilid           | 10 november 1997  | Östersunds FK        | Älvsjö AIK      |           |
| 23          | Sverige        | Noah Åstrand John      | 13 december 2003  | Hammarby IF          | IK Frej         |           |
| Mittfältare |                |                        |                   |                      |                 |           |
| 6           | Danmark        | Marinus Larsen         | 30 december 2003  | AC Horsens           | Bröndby IF      |           |
| 8           | Sverige        | Jacob Stensson         | 24 mars 1997      | University of Denver | Djurgårdens IF  |           |
| 10          | Sverige        | Gustav Berggren        | 1 juli 2000       | Norrby IF            | Mälarhöjdens IK |           |
| 11          | Sverige        | Anton Lundin           | 23 december 1995  | Gefle IF             | Torsångs IF     |           |
| 15          | Sverige        | Oliwer Stark           | 7 augusti 2006    | FoC Farsta           | FoC Farsta      |           |
| 17          | Sverige        | Pontus Jonsson         | 20 maj 2001       | Gefle IF             | Korsnäs IF      |           |
| 20          | Sverige        | Gustav Nordh           | 28 maj 2000       | GIF Sundsvall        | Piteå IF        |           |
| 25          | Sverige        | Jonah Almquist         | 19 mars 2005      | IK Brage U           | Falu BS         |           |
| Anfallare   |                |                        |                   |                      |                 |           |
| 9           | Nordmakedonien | Filip Trpcevski        | 4 maj 2003        | BK Häcken            | Backatorps IF   |           |
| 19          | Sverige        | Haris Brkic            | 17 september 1999 | Sandnes Ulf          | Trelleborgs FF  |           |
| 33          | Irak           | Amar Muhsin            | 27 december 1997  | Helsingborgs IF      | Bergsjö IF      |           |

### Utlånade spelare
| Nr | Land    | Pos | Namn                                                |
| -- | ------- | --- | --------------------------------------------------- |
| 7  | Sverige | MF  | Emil Tot Wikström (i Umeå FC till 31 december 2025) |

| Nr | Land | Pos | Namn |
| -- | ---- | --- | ---- |

## Profiler
- Nils-Erik "Serik" Johansson - Känd för sina speciellt inskruvade hörnor direkt i mål. Har gett namn till den fristående supporterklubben med namnet Serik Fans
- Yngve Hindrikes
- Göran Arnberg
- Ian Butterworth
- Bernt Ljung
- Erik Eriksson
- Stig 'Lill-Massa' Johansson
- Roger Hansson
- Thomas Nilsson
- Kent-Erik Hagberg
- Stig Nyström - Allsvensk skyttekung 1940-1941 med 17 mål
- Lennart Samuelsson - Bragetränare och högerback i världslaget i VM i Brasilien 1950.
- Algot Ström
- Hugo Zetterberg (fotbollsspelare)
- Rolf Zetterlund
- Bernhard Brcic
- Micke Henriksson
- Tore Åhs
- Simon Hunt - Engelsk nickexpert som senare tränade Brage
- Kebba Ceesay - Back i Djurgårdens IF.
- Lars Nilsson - Landslagsmeriterad forward som varit utlandsproffs i bland annat holländska Vitesse Arnhem och franska St. Etienne
- Martin Ericsson - Landslagsmeriterad mittfältare i Elfsborg
- Mikael Eklund - Back som blev allsvensk mästare med Kalmar FF 2008.
- Fredrik Bengtsson
- Gerhard Andersson
- Fredrik Söderström - Landslagsmeriterad mittfältare som varit utlandsproffs i bland annat portugisiska FC Porto, SC Braga och belgiska Standard Liège
- Mattias Nilsson (fotbollsspelare)
- Rolands Bulders - Lettisk landslagsspelare, känd för sina spektakulära uppvärmningar under det tidiga 1990-talet.
- Håkan Malmström
- Bengt Andersson
- Jarmo Alatensiö
- Robbin Sellin

### Fotnoter
1. ↑  Martin Alsiö (14 augusti 2004). ”De allsvenska klubbarnas födelsedagar”. Bolletinen. http://www.bolletinen.se/sfs/allsvenskan/grundades.pdf. Läst 10 oktober 2011.
2. ↑  Jimmy Lindahl (14 augusti 2004). ”Maratontabell för högsta damserien 1978-2003”. Bolletinen. http://www.bolletinen.se/sfs/pdf/stat_d_maraton_1978_2003_maratontab_f_hogsta_damserien.pdf. Läst 14 oktober 2013.
3. ↑  ”IK Brages damer är tillbaka”. lokalti.se. 16 mars 2021. https://lokalti.se/ik-brages-damer-ar-tillbaka-nu-ar-fotboll-kul-igen/. Läst 9 februari 2023.
4. ↑  ”Truppen”. IK Brage. https://ikbrage.se/spelar-trupp-herrar/. Läst 12 november 2024.
5. ↑  ”IK Brage”. SvFF. Arkiverad från originalet den 12 november 2024. https://web.archive.org/web/20240430145918/https://www.svenskfotboll.se/lagsida/ik-brage/25507/. Läst 12 november 2024.
6. ↑  ”IK Brage”. fotbolltransfers.com. https://fotbolltransfers.com/klubbar/sverige/ik-brage/41. Läst 12 november 2024.
7. ↑  ”Truppen”. IK Brage. https://ikbrage.se/spelar-trupp-herrar/. Läst 24 april 2024.
8. ↑  ”IK Brage”. SvFF. Arkiverad från originalet den 30 april 2024. https://web.archive.org/web/20240430145918/https://www.svenskfotboll.se/lagsida/ik-brage/25507/. Läst 24 april 2024.
9. ↑  ”IK Brage”. fotbolltransfers.com. https://fotbolltransfers.com/klubbar/sverige/ik-brage/41. Läst 24 april 2024.